# Uinta (rivière)
Pour les articles homonymes, voir Uinta.
La rivière Uinta est un  cours d'eau américain, principal affluent de la rivière Rivière Duchesne. Il s'écoule dans le comté de Uintah puis dans le comté de Duchesne dans l'État de l'Utah.

## Géographie
La rivière Uinta est longue de 97 kilomètres. Elle prend sa source dans les monts Uinta à la limite du Wyoming, et draine le Nord-Est de l'Utah en passant par un canyon. La rivière Uinta se jette dans la Duchesne près du fort Duchesne et contribue au bassin fluvial du Colorado.